# Hermandad de la Vera Cruz (Córdoba)
La Piadosa Hermandad Sacramental del Buen Pastor y de la Inmaculada Concepción y Muy Antigua, Siempre Ilustre y Venerable, Pontificia, Real, Fervorosa, Humilde y Seráfica Archicofradía de la Santa Vera Cruz, Nuestro Señor de los Reyes, María Santísima del Dulce Nombre en sus Dolores Gloriosos y Divina pastora de las Almas es una Hermandad de culto católico de Córdoba. Tiene su sede canónica en la Iglesia de San José y Espíritu Santo, la cual comparte con la Hermandad del Descendimiento, y hace su Estación de Penitencia en la tarde del Domingo de Ramos .

## Historia
La actual Hermandad de la Vera Cruz de Córdoba tiene su año de fundación en 1497. En 1987 se adaptaron sus estatutos para poder considerarla una reorganización de la antigua Hermandad extinguida en 1841. Se tiene constancia de la existencia de la advocación de la Vera-Cruz en Córdoba en el año 1497, en una ermita del Campo de San Antón, a extramuros de la ciudad. En el siglo XVI cobran auge las Hermandades de este título, al amparo de los religiosos franciscanos, y erigiéndose la de Córdoba en el Convento de San Pedro el Real, actual Parroquia de San Francisco y San Eulogio. Su inicio hay que encontrarlo en 1536, año en el que el Pontífice Paulo III, a instancias del Cardenal Quiñones concede indulgencias a la Cofradía de la Santa Vera-Cruz de Toledo. La Vera-Cruz de Córdoba gozará de los beneficios espirituales concedidos por Paulo III en 1538. 
La Cofradía venera al Santísimo Cristo de las Maravillas, crucificado de gran devoción popular, y Nuestra Señora del Milagro, advocación surgida de un prodigio que se le atribuye. Realiza Estación de Penitencia a la Santa Iglesia Catedral el Jueves Santo, formando la comitiva tanto hermanos de luz, con cirios, como hermanos de sangre, azotándose. Hacia finales del siglo XVII sacan en procesión de disciplinantes cuatro pasos: la Santa Cruz, San Juan Evangelista, el Cristo de las Maravillas, y Ntra. Señora del Milagro. Encabeza el cortejo una Cruz Guiona dorada con pátina color verde. El Cristo luce palio de tafetán carmesí con lujosas andas doradas, mientras que la Dolorosa procesiona en un paso con cuatro ángeles en las esquinas y sendos hachones dorados, con un palio de seis varales de tela de raso de plata morada carmesí con flecos y galón de oro, y un rico manto con estrellas de hilo de plata y claveles de hilo de oro.
Existen dos versiones sobre la localización actual del primitivo Titular de la Corporación. Una primera que lo ubica en el Convento de la Visitación, de las RR.MM. Salesas de nuestra ciudad, al tratarse de un crucificado devocional, de grandes dimensiones, obra del siglo XV, de rasgos arcaicos, y que parece ser estuvo en una capilla de la Iglesia de San Francisco y San Eulogio; mientras que otra versión, documentada por el profesor Aranda Doncel,  lo localiza actualmente en el crucificado que se encuentra en el retablo del Altar Mayor de la propia Parroquia de San Francisco.
Aparte de la Estación de Penitencia, la principal celebración religiosa es la fiesta de la Santa Cruz en mayo y septiembre. Una de las principales acciones caritativas de los hermanos es el enterramiento de los ajusticiados. Además destinaban fondos para ofrecer comida a los pobres de la cárcel.
A finales del siglo XVIII se inicia un período de decadencia de las Cofradías, agravándose en los primeros años del XIX. Por un lado el desalojo de las comunidades religiosas de varios conventos con motivo de una epidemia y la exclaustración de los religiosos decretada por el gobierno de José I y la destrucción de iglesias por la invasión francesa, afectando a las Cofradías erigidas en torno a órdenes religiosas. Además, en 1820 el obispo de Córdoba, Pedro Antonio de Trevilla, dicta un reglamento prohibiendo las procesiones en la capital de la diócesis, fijando sólo la del Santo Entierro la tarde del Viernes Santo. 
Aun así la Cofradía de la Vera-Cruz se mantiene gracias a sus bienes patrimoniales con varias casas en la capital. No obstante, debido a la desamortización decretada por Espartero en 1841, sufre un descalabro económico que la lleva hasta su extinción. Las imágenes reciben culto en su capilla del antiguo convento franciscano. 
La refundación de la Hermandad no se produciría hasta el año 1980, cuando un grupo de jóvenes involucrados entonces en la Legión de María se reúnen en torno a una Dolorosa, cuya advocación era la Virgen de los Dolores, en el Convento del Buen Pastor. En un principio el título de la Hermandad fue Nuestro Padre Jesús de la Amargura en su encuentro con la Santa Verónica y María Santísima de los Dolores Gloriosos. Se inició la redacción de las Reglas por parte de una Comisión Gestora formada para tal cometido, siendo definitivamente aprobadas por la Mesa pro-Cultos (futura Junta de Gobierno) el 31 de julio de 1980. Esta fecha se ha considerado siempre desde entonces como la fundación de la Hermandad. 
Un año más tarde, la Autoridad Eclesiástica aprobaba por un año "ad experimentum" la nueva Hermandad, quedando canónicamente constituida en el Convento del Buen Pastor. Sin embargo, en 1983 se producen una serie de profundos y radicales cambios en la Hermandad, rehaciéndose las Reglas totalmente, y tras un largo proceso, se aprobaron por la Autoridad Eclesiástica, en octubre de 1987. La Titulación de la Hermandad quedó fijada tal y como es actualmente, reconociéndose que la Hermandad refundaba la antigua Archicofradía de la Vera-Cruz, con todos sus títulos y privilegios acumulados en los siglos. 
Durante este periodo, el primer Hermano Mayor e impulsor de lo que terminaría significando la recuperación de la antigua Archicofradía,  Manuel Roldán Roses, junto a su Junta de Gobierno, encargó al imaginero Antonio Dubé de Luque la imagen de María Santísima del Dulce Nombre, bendecida el 1 de abril de 1984 en el convento del Buen Pastor por Fray Ricardo de Córdoba.     

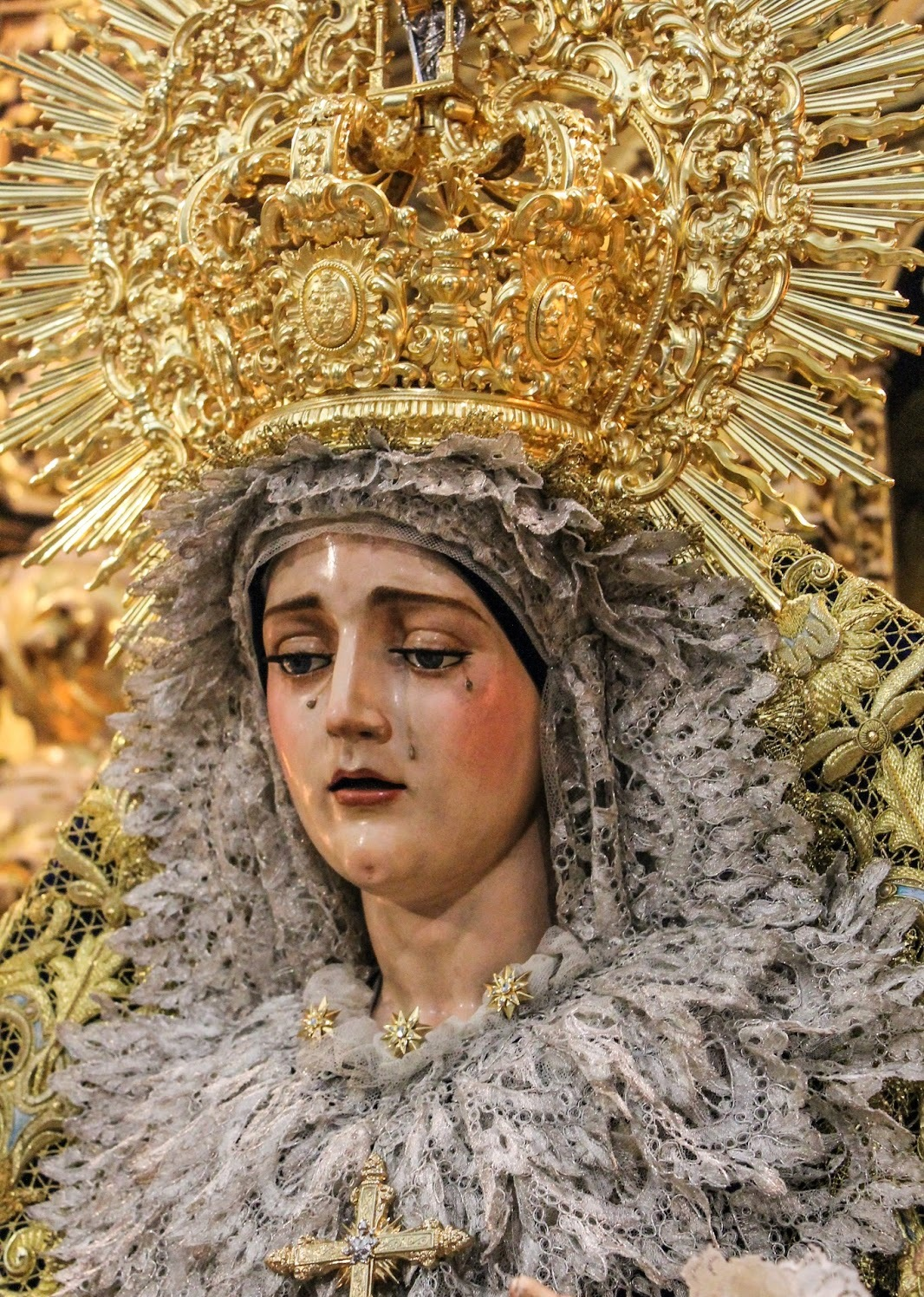
María Santísima del Dulce Nombre en sus Dolores Gloriosos

Se estimó que para el crecimiento de la Hermandad era mejor su traslado a una Parroquia, produciéndose el mismo el 7 de diciembre de 1985 a la Parroquia de San José y Espíritu Santo, en el popular barrio del Campo de la Verdad.
Así, una vez asentada la Hermandad en una nueva sede canónica, y tras ver el éxito con la talla de la Dolorosa, la Junta volvió a encargar a Antonio Dubé de Luque la imagen de Nuestro Señor de los Reyes, cuya bendición tuvo lugar el 8 de febrero de 1987 en su parroquia por el entonces obispo Infantes Florido.
Finalmente, el Lunes Santo de 1991, 25 de marzo, la Archicofradía realizó su primera Estación de Penitencia sólo con la imagen del Señor desde el Colegio de las Madres Mercedarias en su mismo barrio, haciéndolo sobre su paso actual, adquirido en 1989 a la Hermandad de la Sed de Sevilla. En 1994, y tras la apertura de la Puerta de los Reyes en el lateral de su sede canónica, la Archicofradía pudo realizar su Estación de Penitencia desde el interior de su Templo. Fueron años en los que la Hermandad fue completando poco a poco su guion procesional, y la incorporación el 22 de octubre de 1995 de la Imagen de la Divina Pastora de las Almas, realizada por Miguel Ángel González Jurado, y que se estableció como la Titular de la Hermandad filial de jóvenes fundada unos años antes.
En el Año Jubilar del 2000, se incorporó a la Estación de Penitencia el paso de palio de María Santísima del Dulce Nombre, en un extraordinario conjunto de orfebrería que destacó por su originalidad y riqueza artística.
Durante el año 2005 se conmemoró el XXV Aniversario Refundacional de la Archicofradía, con un programa de actos donde destacaba el carácter cultual de los mismos, celebrándose como acto central un Solemne Pontifical con la presencia de su Excelencia Reverendísima el Cardenal Arzobispo de Sevilla Fray Carlos Amigo Vallejo. Se culminaron los actos conmemorativos en la festividad del Corpus Christi de 2006, con la celebración de una Eucaristía por parte del Obispo Juan José Asenjo.   
Entre los principales proyectos de futuro, cabe destacar la terminación del paso de palio con el bordado del mismo.
En el año 2024, la Agrupación de Hermandades y Cofradías aprueba su cambio de día de salida al Domingo de Ramos.

## Imágenes Titulares
- Nuestro Señor de los Reyes:

La imagen del Señor es obra del imaginero Antonio Dubé de Luque en el año 1987.
- María Santísima del Dulce Nombre en sus Dolores Gloriosos:

La imagen de la Virgen es obra de Antonio Dubé de Luque en el año 1984.
- Divina Pastora de las Almas

La imagen Gloriosa de la Pastora es obra Miguel Ángel González Jurado en el año 1994

## Acompañamiento musical
Esta hermandad tiene las siguientes bandas de música en el 2023:
- Paso de Nuestro Señor de los Reyes: Banda de Cornetas y Tambores de Nuestra Señora del Rosario de Linares (Jaén)
- Paso de palio de María Santísima del Dulce Nombre: Banda de Música de Nuestra Señora del Carmen de Prado del Rey (Cádiz).

### Patrimonio Musical
- Dulce Nombre de María, escrito por José Juan Gámez Varo en el año 1993.
- Dulce Nombre de María, escrito por José Molina Comino en el año 2000.
- Dulzura, de Víctor Manuel Ferrer en 2021.
- Abrazado a tu Cruz, escrito por José Luis Jurado González y Jorge Martín Puerto en el año 2001.
- Señor de los Reyes, escrito por Fausto Díaz del Pozo en el año 2006.[2]

## Recorrido 2018
Avenida de la Diputación, Plaza de Santa Teresa, Subida del Puente, Calahorra, Puente Romano, Triunfo, Torrijos, Puerta del Perdón, Patio de los Naranjos, Santa Iglesia Catedral, Patio de los Naranjos, Puerta de Santa Catalina, Corregidor Luis de la Cerda, Cardenal González, San Fernando, San Francisco, Plaza del Potro, Enrique Romero de Torres, Ronda de Isasa, Puente Romano, Calahorra, Subida del Puente Romano y Avenida de la Diputación.

## Paso por la Carrera Oficial
| Predecesor: El Rescatado | Orden de entrada en la carrera oficial (Domingo de Ramos) Cuarto lugar | Sucesor: La Esperanza |